# Пяйте
Пя́йте (эст. Päite) — деревня в волости Тойла уезда Ида-Вирумаа, Эстония.

## Географическое положение
Расположена к западу от границы города Силламяэ севернее шоссе Санкт-Петербург — Таллин. Высота над уровнем моря — 50 метров.

## Число жителей
По данным переписи населения 2011 года в деревне проживали 22 человека, из них 11 (50,0 %) — эстонцы.
По состоянию на 1 января 2019 года в деревне насчитывалось 25 жителей.

## История
В письменных источниках вероятно 1534 года упоминается Patzs (мыза и деревня), 1688 года — Peit (мыза), 1726 года — Peud (деревня; мыза называлась Peudhoff), ~ 1900 года — Пейтгофъ (Пяйта) (деревня). В 1557 году упоминается мыза Пейтц (нем. Peitz).
Во время Северной войны в 1710 году население Пяйте сократилось до 1 жителя. Затем снова увеличилось за счёт финнов, русских и води. В конце XIX — начале XX века деревня снабжала картофелем и молочными продуктами не только окрестных дачников, но и жителей Петербурга после того, как в 2,5 км от Пяйте прошла Балтийская железная дорога, связавшая Петербург с Ревелем.
Часть территории деревни находится в природоохранной зоне Пяйте.